# Trystorp
Trystorp es una hacienda y château sueco en Lekeberg, Närke, Suecia. Incluye 687 hectáreas de terreno. Al sur del château, se encuentra una reserva natural que está abierta al público, con una rica fauna y muchos robles ancestrales.
La finca fue fundada por el obispo Kort Rogge en 1495, quien compró la tierra en la región. El noble de Livonia Henrik von Falkenberg subsiguientemente recibió Trystorp como feudo. La familia Falkenberg poseyó la propiedad entre 1603 y 1816, cuando fue vendida al editor N.M. Lindh. Sus herederos vendieron la hacienda al empresario Julius Lindström en 1868. Entre 1914 y 1918, fue propiedad de Christopher de Paus. En 1937, fue adquirida por Astrid Ziebach de Jonquiéres, cuyos herederos todavía la poseen. Fue anunciado para la venta en 2009.
En el siglo XVI, el rey Carlos IX de Suecia fue un frecuente invitado en Trystorp.